# 32-й Северокаролинский пехотный полк
32-й Северокаролинский пехотный полк (32nd North Carolina Infantry Regiment) представлял собой один из пехотных полков армии Конфедерации во время Гражданской войны в США.
32-й Северокаролинский был сформирован в Дрюри-Блафф в апреле 1862 года, хотя формирование было полностью завершено только в июле. Базой для этого подразделения был 1-й северокаролинский пехотный батальон. Роты полка были набраны в округах Тиррелл, Нэш, Камден, Нортгемптон, Катамба, берти, Чатам и Франклин. Первым командиром полка стал полковник Эдмунд Крей Брэббл.
В конце года полк стоял около Петерсберга и Дрюри-Блафф в Вирджинии, затем вернулся в Северную Каролину. Здесь он размещался около Кинстона, а в мае 1863 года был направлен обратно в Вирджинию и включён в бригаду Джуниуса Даниела.